# فصل سائل عن بخاره

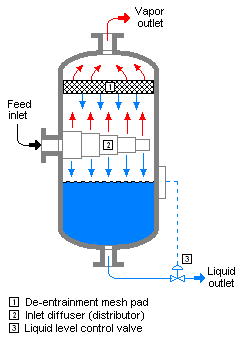
خزان ضغط فجائي: 1 - شبكة / 2 - صمام الخلخلة / 3- صمام ضبط ارتفاع الماء.

فاصل السائل عن بخاره  في الهندسة الكيميائية خزان يقف رأسيا يستخدم في عدة صناعات لفصل خليط سائل عن بخاره. بفعل الجاذبية يبقى السائل في قاع الخزان حيث يمكن استخراجه .
ويتجه البخار إلى أعلى الخزان بسرعة محددة تعمل على خفض التكثف أي قطرات من السائل في البخار أثناء مغادرة البخار من أعلى الخزان .
وقد يجرى فصل السائل عن بخاره بطريقة التبخير الفجائي في الخزان . وأحيانا يسمى فاصل السائل عن بخاره «خزان تمدد فجائي» أو «خزان مدخل الضاغط» أو «خزان مشفوط الضاغط». وعند استخدامه لعزل قطرات الماء العالقة بهواء جار، فيسمي فاصل السائل عن بخاره في هذه الحالة demister .

## استخدامات فاصل السائل عن بخاره
تستخدم فاصلات السوائل عن بخاره في عدد كبير من الصناعات والتطبيقات، مثل:
- تكرير النفط
- معامل معالجة الغاز الطبيعي
- مصانع الكيماويات والبتروكيماويات
- أجهزة التبريد
- تكييف الهواء
- أجهزة ضغط لهواء والغازات الأخرى
- أنابيب نقل الغاز
- خزانات التمدد الفجائي
- محطات استغلال حرارة باطن الأرض.

## اقرأ أيضا
- وعاء البخار
- تقطير جزئي
- تقطير النفط